# Gerrardanthus tomentosus
Gerrardanthus tomentosus là một loài thực vật có hoa trong họ Cucurbitaceae. Loài này được Joseph Dalton Hooker mô tả khoa học đầu tiên năm 1883.

## Phân bố
Loài bản địa khu vực miền đông Nam Phi (tỉnh KwaZulu-Natal).